# 高喬人

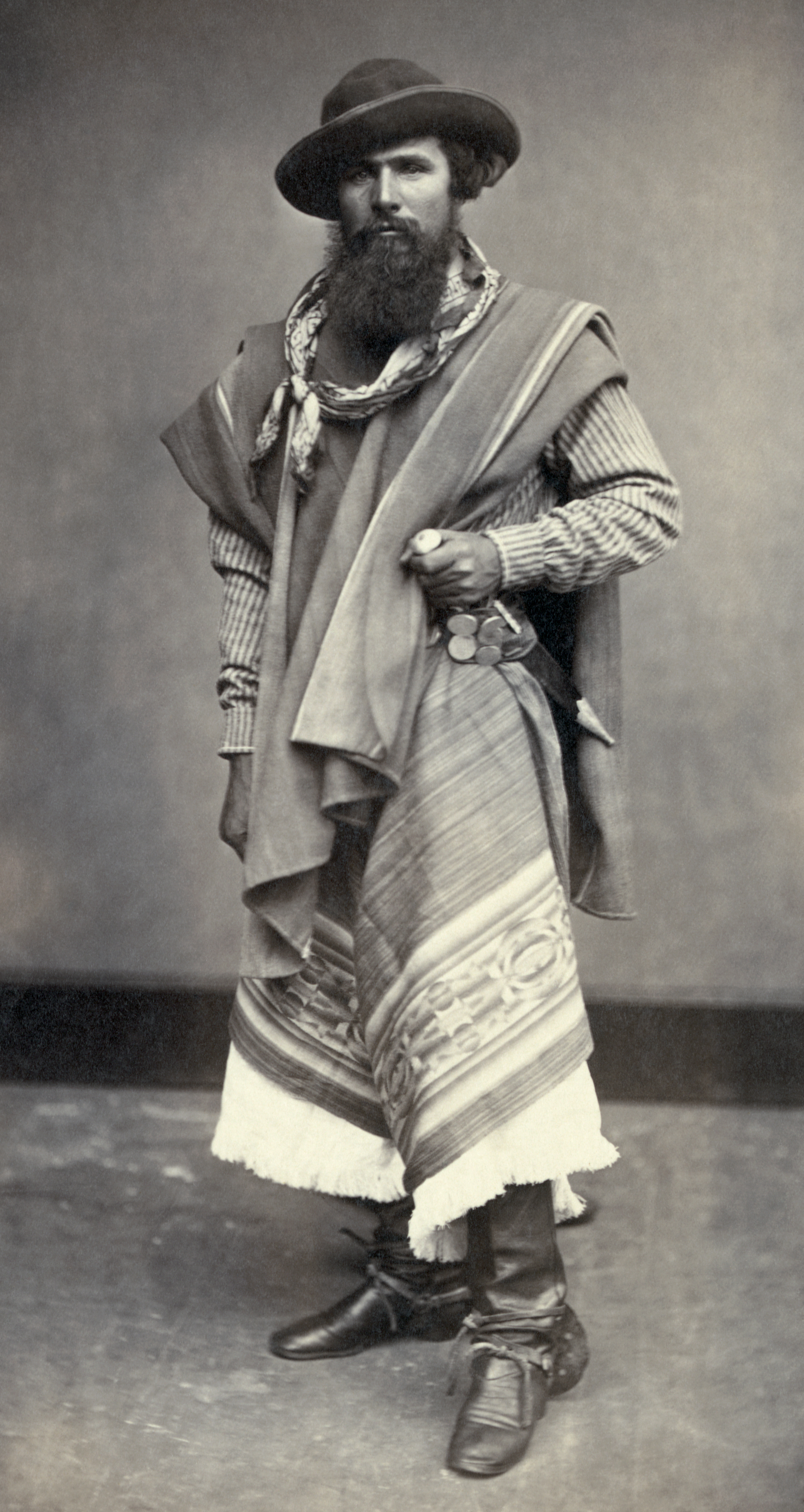
阿根廷的高乔人，照片拍摄于1868年

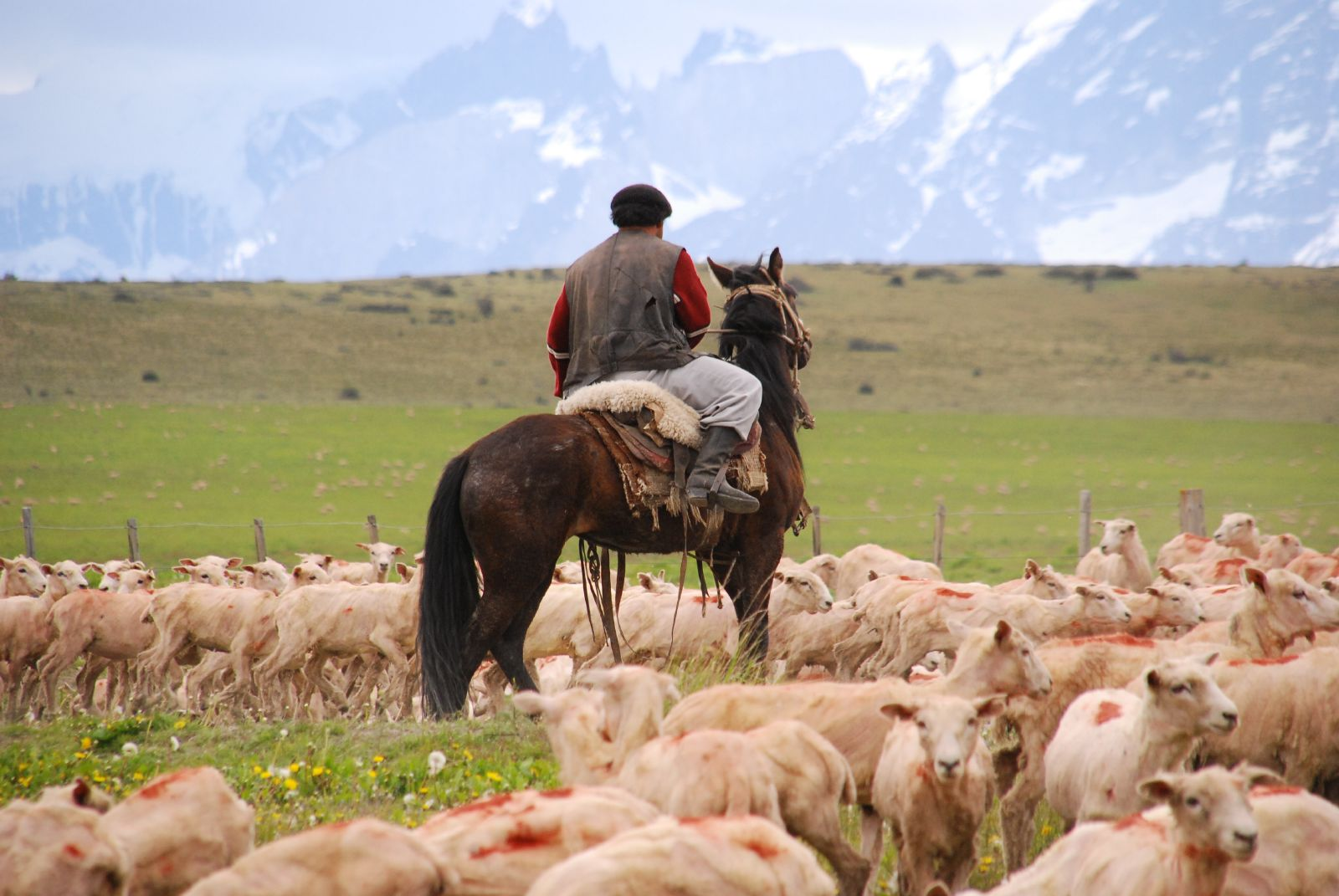
智利巴塔哥尼亚的高乔人

高喬人（Gauchos）又譯高卓人、加乌乔人，拉丁美洲民族，主要形容南美潘帕斯草原、格兰查科和巴塔哥尼亚高原草原的居民。该人种分布在阿根廷部分地区、巴西南部的南里奥格兰德州、乌拉圭、巴拉圭、玻利维亚东部和南部、智利南部。
高乔屬混血人種，由印第安人和西班牙人長期結合而成，保留較多印第安文化傳統，語言為西班牙語，信仰為天主教。
高乔与北美的“牛仔”意思相近。这些术语往往指19世纪，而不是现在。高乔大多数为农村人，他们的主要经济活动和实践为放牧和打猎。習慣於馬上生活，英勇強悍，曾在19世紀初，拉丁美洲獨立戰爭中扮演重要角色。
在阿根廷和乌拉圭，高乔已经成为民族主义的象征。高乔人的神话传说、民俗风情以及文学得到了高度的认可和赞誉，并且成为最重要的区域文化传统。